# Niels Gersdorff
Niels baron (von) Gersdorff (født 7. januar 1688, død 17. december 1748) var en dansk stiftamtmand.
Han var søn af baron Rudolph Gersdorff og blev 1721 overkammerherre hos kronprins Christian, hvem han ledsagede på dennes bryllupsrejse til Sachsen; samme år fik han Dannebrogordenen og blev amtmand over Husum Amt; 1731 gehejmeråd, 1734 dekoreret med l'union parfaite, 1735 stiftamtmand i Sjællands Stift, 1738 gehejmekonferensråd, 1742 ordenssekretær, 1748 Ridder af Elefanten.
Han blev gift 19. december 1721 med Louise von Boineburg (14. januar 1697 – 25. marts 1765), der var hofdame hos Dronning Louise og datter af generalmajor Herman Frederik von Boineburg og Judith Augusta, født von Marschalck. Han var fader til Christian Rudolph Philip Gersdorff, Nicolaus Maximilian Gersdorff og Frederik Carl Gersdorff.
Gersdorff har tidligt gjort sig yndet af Christian 6. og forstod at holde sig i kongens yndest, og det i den grad, at den ellers så rettænkende konge 1739 kasserede en højesteretsdom, der var gået Gersdorff imod, et skridt af den enevældige konge, der næppe har sit sidestykke i Danmark. 1733 gav kongen ham ekspektance på Baroniet Marselisborg, når det hjemfaldt til kronen, hvilket imidlertid først kom hans ældste søn til gode (1772).